# Alfonso Quaranta
Alfonso Quaranta (Napoli, 2 gennaio 1936 – Roma, 6 marzo 2023) è stato un magistrato e giurista italiano, trentacinquesimo presidente della Corte costituzionale dal 6 giugno 2011 al 27 gennaio 2013.

## Biografia
Si laureò con lode in Giurisprudenza presso l'Università degli Studi di Napoli nel 1958 a soli 22 anni.
Dopo aver ricoperto vari incarichi nella magistratura ordinaria e presso l'Avvocatura dello Stato, nel 1966 entrò per concorso al Consiglio di Stato dove percorse i vari gradi fino a diventare nel 1981 presidente di sezione.

### Giudice costituzionale
Fu eletto giudice della Corte costituzionale dai magistrati del Consiglio di Stato il 16 dicembre 2003 al ballottaggio in sostituzione del giudice Riccardo Chieppa; assunse le sue funzioni dopo aver giurato il 27 gennaio 2004.
Il 6 giugno 2011 fu eletto presidente della Corte Costituzionale succedendo a Ugo De Siervo; cessò dalla carica di presidente e di giudice il 27 gennaio 2013.

### Altri incarichi
Il 16 maggio 2013 la CONSOB lo nominò "Garante etico" con il compito di assistere la Commissione nell'interpretazione e nell'applicazione del Codice etico adottato dalla stessa.
Nel 2016 firma l'appello de Il Fatto Quotidiano a sostegno delle ragioni per il "No" per il referendum costituzionale sulla riforma Renzi-Boschi.

## Opere
- Rassegna di giurisprudenza sulla espropriazione per pubblica utilità, curatela con Guido Landi, Milano, Giuffrè Editore, 1973.
- La regione Abruzzo, con Raffaele Iannotta, Milano, Giuffrè Editore, 1980.
- I ricorsi amministrativi, con Giuseppe Grasso, Milano, Giuffrè Editore, 1981.
- Questioni di costituzionalità e giustizia amministrativa,  con Carlo Talice, Rimini, Maggioli Editore, 1982.
- Il sistema di assistenza sanitaria, Milano, Giuffrè Editore, 1985. ISBN 88-14-00454-4.
- Le concessioni edilizie, con Raffaele Iannotta, Rimini, Maggioli Editore, 1985.
- Lineamenti di diritto amministrativo, 4ª edizione, Novara, EDIPEM, 1987.
- Il processo amministrativo: commentario al D.Lgs. 104/2012, curatela con Vincenzo Lopilato, Milano, Giuffrè Editore, 2011. ISBN 88-14-16085-6.
- La tutela dei diritti fondamentali nella Costituzione, Napoli, Edizioni Scientifiche Italiane, 2013. ISBN 978-88-495-2388-1.

## Onorificenze e riconoscimenti
- Premio Giuseppe Chiarelli (23 giugno 2012)[8]